# Machaerium floribundum
Machaerium floribundum är en ärtväxtart som beskrevs av George Bentham. Machaerium floribundum ingår i släktet Machaerium och familjen ärtväxter.

## Underarter
Arten delas in i följande underarter:
- M. f. floribundum
- M. f. hypargyreum
- M. f. parviflorum